# Edward Albert Sharpey-Schafer
Edward Albert Sharpey-Schafer (né le 2 juin 1850 à Hornsey, Middlesex, mort le 29 mars 1935 à North Berwick, East Lothian en Écosse) est un physiologiste anglais. Il est considéré comme l'un des fondateurs de l'endocrinologie.
En 1894, il découvre et démontre l'existence de l'adrénaline avec George Oliver et il invente également le concept du système endocrinien pour désigner les sécrétions des glandes sans canaux. Schafer invente le mot insuline après avoir émis la théorie « qu'une seule substance du pancréas est responsable du diabète sucré. » En 1903, il invente une nouvelle méthode de ventilation artificielle par pression sur le ventre, qui devient la méthode de Schafer.

## Biographie

### Vie privée
Il est né sous le nom d'Edward Albert Schäfer, à Hornsey, à Londres, et est le troisième fils de James William Henry Schäfer, un commerçant né à Hambourg, naturalisé britannique après être venu en Angleterre dans sa jeunesse. Sa mère, Jessie Brown, est anglaise. La famille vit à Highgate, dans le nord-ouest de Londres.
Il se marie une première fois en 1878 avec Maud Dixey jusqu'à sa mort en 1896, puis une deuxième fois avec Ethel Maud Roberts. Il a quatre enfants lors de son premier mariage, cependant, trois survivent: sa fille aînée est décédée en 1905 et ses deux fils sont morts au combat pendant la Première Guerre mondiale.
Il décide de modifier son nom de famille en rajoutant Sharpey après la mort de son fils ainé, John Sharpey Schafer, en 1918. Cette modification est motivée par le fait que son nom Schafer est allemand et, à la sortie de la Première Guerre mondiale, tous les noms germaniques étaient regardés avec suspicion et hostilité. Ce prénom Sharpey a été initialement attribué à son fils en mémoire du nom de son professeur, William Sharpey.

### Carrière
Edward fait ses études à la Clewer House School. À partir de 1868, il étudie la médecine à l'University College de Londres, où il est formé par le physiologiste William Sharpey.
En 1874, il est nommé professeur adjoint de physiologie pratique à l'University College de Londres quand son mentor, William Sharpey démissionne.
En 1878, il est élu membre de la Royal Society, alors qu'il n'a que 28 ans. Il est professeur fullérien à la Royal Institution et devient professeur Jodrell à l'UCL en 1883, poste qu'il occupe jusqu'en 1899, date à laquelle il est nommé à la chaire de physiologie de l'université d'Édimbourg (en remplacement de William Rutherford), où il demeure jusqu'à sa retraite en 1933 et son poste de professeur émérite par la suite.
Entre 1885 et 1900, il est le secrétaire général de la British Science Association.
En 1900, il est élu membre de la Royal Society of Edinburgh avec William Turner, Alexander Crum Brown, John Murray et Alexander Buchan comme proposants. Il est vice-président de la Société de 1913 à 1917 et président de 1929 à 1934. Il remporte le prix Neill de la Société de 1919 à 1921.
En 1902, il charge l'architecte écossais Robert Lorimer de concevoir Marly Knowe, une importante villa d'artisanat située dans la ville côtière de North Berwick, à l'est d'Édimbourg.
Schafer est un membre fondateur de la Société de physiologie et, de 1908 à 1933, il publie le Quarterly Journal of Experimental Physiology. Il reçoit de nombreux diplômes honorifiques et des médailles prestigieuses tant chez lui qu'à l'étranger. Son livre sur les bases de l'histologie est publié à seize éditions entre 1885 et 1954. Il introduit l'extrait surrénal (contenant de l'adrénaline ainsi que d'autres substances actives) en médecine.
Schafer devient président de la British Science Association de 1911 à 1912. En tant que président, il se fait remarquer après un discours qui attire l'attention, dans lequel il proclame que la vie n'est pas dû à une force spirituelle quelconque, mais plutôt grâce aux lois de la physique et de la chimie.
Il devient président de la British Medical Association pour l'année 1912. À sa mort en 1935, il aura été membre de l'association pendant 55 années.
Il est fait chevalier par le roi George V en 1913.
En 1923, il est élu président du Congrès international de physiologie.
Il meurt chez lui à North Berwick le 29 mars 1935.

## Ouvrages
En plus d'un nombre important d'articles sur la structure musculaire, sur la chimie des protéines du sang, sur l'absorption et sur le rythme de la contraction volontaire, il a écrit :
- A Course of Practical Histology (1877)
- Essentials of Histology (1885; sixième édition, 1902)
- Advanced Text-Book of Physiology par la British Physiologists (1898)
- Experimental Physiology (1910)

Il est aussi l'éditeur de Elements of Anatomy, écrit par Richard Quain (en).

## Distinctions

### Doctorathonoris causa
Il obtient un doctorat honoris causa dans de nombreuses universités : 
- : université d'Oxford, université de Cambridge
- : université d'Aberdeen, université de St Andrews
- : University College Dublin, université nationale d'Irlande
- : université McGill
- : université de Melbourne
- : université de Berne
- : université de Groningue
- : université de Louvain

### Prix
- 1897 : médaille Baly (en) du Collège royal de médecine
- 1902 : médaille royale de la Royal Society
- 1911 : prix Cyen de l'Académie des sciences de l'institut de Bologne[2]
- 1924 : médaille Copley, pour son travail remarquable dans le domaine de la physiologie et l'histologie, et la position qu'il occupe actuellement en tant que leader dans ces sciences.

### Honneurs
- 1874 : Fellow de la Royal Society
- 1900 : Fellow de la Royal Society of Edinburgh
- 1909 : Croonian Lecture